# Nacionalismo europeo

El europatriotismo sostiene la idea de que Europa forma una sola nación. Esta idea se puede encauzar hacia la Unión Europea y hacia los Estados Unidos de Europa.

El nacionalismo europeo (también llamado europatriotismo o patriotismo europeo) es el nombre con el cual se define el movimiento político y la corriente de pensamiento basada en el europeísmo que quiere una Europa unida en un solo Estado. Con él está relacionado el paneuropeísmo y el federalismo europeo.
El europatriotismo no es una palabra bien definida, y mientras algunos lo entienden como el patriotismo para y sobre Europa, sus ideales comunes, herencia y nociones similares (temas en discusión), muchos ven el europatriotismo definido como el patriotismo para y sobre la Unión Europea. Tal patriotismo de la Unión Europea no es generalmente el patriotismo para las instituciones de la Unión Europea, sino el patriotismo para una visión de los pueblos de la Unión que se identifican primero con la Unión Europea como un futuro estado-nación (o un cuerpo supranacional similar) a diferencia de los pueblos donde el patriotismo es el del Estado miembro de la Unión Europea, del cual ellos son ciudadanos. Muchos también sostienen una visión en la que la Unión Europea abarcaría todo el continente. Sin embargo, también se sostienen otras propuestas como la creación de unos Estados Unidos de Europa.

## Historia
El nacionalismo europeo nace con la idea de Víctor Hugo de los Estados Unidos de Europa. Obviada esta idea por los contemporáneos de Víctor Hugo, alcanzó su clímax en los años 20, sobre todo en septiembre de 1929, cuando el presidente de Francia, Aristide Briand hizo un discurso en el que decía que Europa ha de avanzar hacia un modelo federal.
Sin embargo, el nacionalismo europeo se vio truncado por el ascenso de Hitler y la Segunda Guerra Mundial. Tal guerra hizo que Europa dejara de ser el centro del mundo, pasando a los Estados Unidos de América.
Después de la Segunda Guerra Mundial, la idea de Víctor Hugo ha ido creciendo y dando frutos, tales como la creación primero de la Comunidad Económica Europea, luego de la Unión Europea y la implantación de la moneda única para toda la Unión y la Constitución Europea.

## Ideólogos del nacionalismo y federalismo europeos
- Víctor Hugo
- Winston Churchill
- Richard Nikolaus Graf von Coudenhove-Kalergi: Con obras como: Europe must unite, Paneuropa, Crusade for Pan-Europe: autobiography of a man and a movement y Europe seeks unity: With a pref. by William C. Bullitt.
- Guy Verhofstadt: The united states of Europe: manifesto for a new Europe, The Financial Crisis - How Europe Can Save the World, History of the Paneuropean movement from 1922 to 1962 y Europa en de nieuwe wereldorde
- Ernest Wistrich: The United States of Europe, After 1992: The United States of Europe y Europe: out of the impasse.
- Otón de Habsburgo. Acérrimo defensor de la unidad Europea, fue eurodiputado y la reclamó en algunos de sus escritos, como "Nuestro mundo en marcha" (1971).

## Cultura e identidad paneuropea
La idea de paneuropeísmo implica que el prefijo se aplica a lo largo de toda Europa en contraste con los países que la conforman en la actualidad.
Históricamente, la cultura europea no ha llegado a una unidad geopolítica, dado que las culturas nacionales han influido en la creación de estados-nación. En la actualidad, la integración europea coexiste con las lealtades nacionales y el patriotismo nacional.
El desarrollo de una identidad europea se ve como un objetivo vital en la adquisición de influencia política, económica y militar en todo el mundo de una Europa unida. Apoya la fundación de valores comunes europeos, como los derechos humanos fundamentales y la propagación del bienestar. También fortalece la democracia supranacional y las instituciones sociales de la Unión Europea. El concepto de identidad común europea es visto como un subproducto de la meta principal del proceso integrador europeo, y se promueve activamente. Las poblaciones del Reino Unido, los Países Bajos y Escandinavia poseen una alta proporción de euroescepticismo.

### Cultura popular
Los ejemplos de la cultura paneuropea contemporánea se limitan a algunas formas de cultura popular:
- Eurovisión es uno de los elementos más antiguos identificables como «paneuropeos» en la cultura popular.[3] Atrae a cientos de millones de personas y a un gran número de medios de comunicación. El concurso lo dirige la Unión Europea de Radiodifusión. También está abierta a varios países no europeos que son miembros de la EBU. Algunos políticos de países del este se toman más en serio el concurso, viendo la participación de su país en el concurso como un signo de su «pertenencia a Europa», y algunos van tan lejos que piensan que es un paso previo para su entrada en la Unión Europea.[4]

- Eurocopa
- Eurosport y Euronews son dos cadenas de televisión de ámbito europeo.

Los intentos deliberados para usar la cultura popular para promover la identificación con la Unión Europea han sido controvertidos. En 1997, la Unión Europea distribuyó un cómic titulado "La Guerra del Helado de Frambuesa", dedicado a los niños de las escuelas. La oficina de la UE en Londres no lo distribuyó debido a la reacción de indiferencia hacia tales puntos de vista.

### Simbología europea

La bandera de la Unión Europea es el símbolo más característico del europatriotismo.

El continente europeo aún no tiene símbolos oficiales, pero si los tienen las organizaciones europeas.
Algunos de ellos son:
- Una bandera: la bandera europea. Formada por un círculo de doce estrellas doradas sobre un fondo azul. Se asocia con la Unión Europea aunque la adoptó el Consejo de Europa en 1955, el cual agrupa a todos los países europeos menos Bielorrusia y la Ciudad del Vaticano. Como tanto la Unión Europea como el Consejo de Europa representan la unidad europea, ambas organizaciones utilizan la misma bandera.
- Un himno: el Himno Europeo. Está basado en el preludio a la Oda a la Alegría, el 4.º movimiento de la Novena Sinfonía de Ludwig van Beethoven. Debido al número de lenguas europeas, se utiliza la versión instrumental, teniendo estatus no oficial la versión alemana, del mismo modo se usa de forma no oficial una letra en latín.
- Un "día nacional": 9 de mayo, Día de Europa. Tal fecha se realizó la Declaración Schuman, la propuesta de unificar el carbón y el acero de Francia y Alemania Occidental. Además, coincide con el Día de la Victoria, el final de la Segunda Guerra Mundial (celebrado el 8 de mayo en Europa Occidental) en los estados que pertenecieron a la Unión Soviética.

- Un dominio de internet: .eu
- Una moneda: el euro.
- Un ejército: EUFOR (aunque en estado embrionario)

#### Deporte
Casi todo el deporte en Europa está organizado sobre una base nacional o subnacional. Los «equipos europeos» son raros, un ejemplo es la Copa Ryder, un torneo de golf entre Europa y los Estados Unidos. Se ha propuesto crear un Equipo Olímpico Europeo, que rompería con la organización existente a través de los Comités Olímpicos Nacionales. El expresidente de la Comisión Europea, Romano Prodi, sugirió que los equipos europeos debían llevar la bandera europea junto con la banda nacional, propuesta que enfadó a los euroescépticos. Según los sondeos del Eurobarómetro, sólo el 5 % de los encuestados pensó que un equipo europeo les haría sentir más «ciudadanos europeos».
Los equipos nacionales participan en competiciones internacionales, organizadas por federaciones deportivas internacionales, que con frecuencia poseen una sección europea. Esto da lugar a un sistema jerárquico en los eventos deportivos: nacional, europeo y global. En algunos casos, la competición posee más carácter «paneuropeo». El fútbol -el deporte más popular en Europa- se organiza mundialmente por la FIFA y en el ámbito europeo lo organiza la UEFA. Junto con la organización tradicional nacional/internacional, la competición directa entre los principales equipos a un nivel paneuropeo se ha vuelto más importante.

## Pannacionalismo europeo
En el siglo XIX, con el surgimiento del nacionalismo, surgieron también ideas de unificación paneuropea, algunas de ellas basadas en el arianismo y en teorías sobre la raza. Después de que las políticas nazis y el Holocausto desacreditaran estas teorías raciales, el énfasis se movió al pannacionalismo cultural.
En el pensamiento paneuropeísta, están aquellos que apoyan la idea de Europa como una sola nación. En francés se encuentra el término Nation-Europe o Europe-Nation asociada siempre con la extrema derecha y grupos neofascistas y sobre todo con la Nouvelle Droite (Nueva Derecha). En inglés, el término European Nationalism se suele acortar en Euronationalism. El apoyo a esta idea es políticamente marginal. Paradójicamente -ya que la idea de una sola nación europea implica la desaparición de las naciones existentes- los partidos nacionalistas son quienes más la apoyan.

### Grupos paneuropeos
En Francia el nacionalismo paneuropeo está representado por el Bloc Identitaire.
Otra organización, aunque más preocupada con consideraciones antisemíticas y antiamericanas, está Réseau Radical.
En Bélgica la principal organización nacionalista europea es Synergies européennes liderada por el lector universitario Robert Steuckers. Se le considera parte de la Nueva Derecha.
En ambos países la idea también está defendida por el Partido Comunitario Nacional-Europeo, un grupo nacionalbolchevique que sobrepasó al Partido Comunitario Europeo de Jean Thiriart.
Los nacionalbolcheviques rusos quieren unir Europa y Rusia (incluida la parte asiática) en una unión euroasíatica controlada por Rusia (neoeurasianismo).
Jeune Europe y Unión Internacional Paneuropea son otros dos partidos paneuropeos.

## Gran Europa

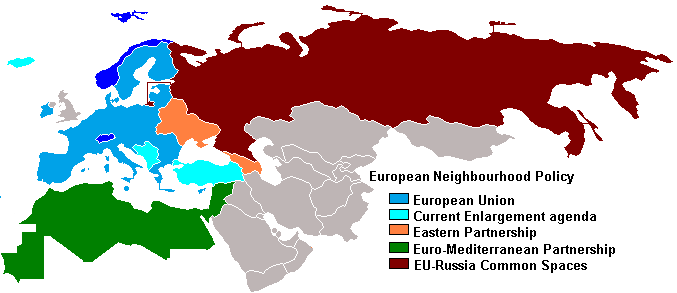
Iniciativas regionales de la Unión Europea; agenda actual de ampliación (Acuerdo de Estabilización y Asociación y países candidatos), Política Europea de Vecindad, Asociación Oriental, Unión del Mediterráneo y Espacios Comunes de la UE y Rusia.

La idea de la Gran Europa se refiere a la expansión de Europa, sobrepasando las fronteras tradicionales, incluyendo naciones trans-euroasiáticas o aquellas con proximidad con la herencia europea.
En concreto, puede hacer frente a escenarios futuros de la ampliación o el desarrollo de la Unión Europea, hasta el punto de una Europa federal o Eurosfera o la Europa reunificada tras la caída del Telón de Acero.